# D.C. 다카포 걸스 심포니
D.C. 걸스 심포니(D.C. Girl's Symphony 〜ダ・カーポ〜 ガールズシンフォニー)는 일본 서커스사의 Sanctuary에서 발매된 D.C. 다카포(D.C. 〜ダ・カーポ〜) 시리즈의 여성용 미소년 게임이다.

## 요약
CIRCUS사에서 발매한 최초의 여성향 게임이다. 전작 D.C. 다카포로부터 53년 후의 하츠네섬(初音島)이 무대로 전작에서의 아사쿠라 네무 엔딩 후의 세계가 그려져 있으며, 전작에서 이미 져버렸던 "지지 않는 벚꽃"이 본편의 수 년 전부터 다시 피어났고, 더 이상 지지 않게 되었다. 계절은 여름이다.

## 무대와 세계관
배경은 전작과 동일한 하츠네섬이다.

## 줄거리
카자미 학원에 다니고 있는 소녀인 시오는 만개한 벚꽃에 둘러싸여, 지극히 평범한 하루하루를 보내고 있었다. 부모님이 해외근무를 하시는 탓에, 수일전부터 시오는 선생님이기도 한 의형의 코죠 타카아키(古城孝明)와 둘이서 살기 시작한다. 그러던 어느 날, 시오가 다니는 카자미학원부속학원에 쌍둥이 형제인 시노미야 료헤이(四之宮稜平)와 시노미야 코우헤이(四之宮航平), 그리고 그 형인 시노미야 아오이(四之宮蒼)가 전학해온다. 이렇게 해서, 시노미야 형제들과 알게 된 시오는 여름방학이 다가올 무렵의 학원 생활을 보내면서, 그들과의 교류를 점점 깊이하게 된다.

## 스탭
- 캐릭터 디자인：키사라기미즈

## 주제가
- 오프닝 테마《Cherry's Magic&Love》
  - 작사: 코다마사오리, 작곡·편곡: 와타나베 타쿠야, 노래: 시노미야 형제（스즈키 타츠히사 · 스즈키 유우토 · 호리에 카즈마 · 하타노 와타루）
- 료헤이 엔딩《최상 LOVER!》(最上LOVER!)
  - 작사: 코다마사오리, 작곡: 카와구치 스스무, 편곡: 와타나베 타쿠야, 노래: 시노미야 료헤이（스즈키 다쓰히사）
- 코우헤이 엔딩《맨얼굴의 연인》(素顔のコイビト)
  - 작사: 코다마사오리, 작곡 · 편곡: 와다 코우헤이, 노래: 시노미야 코우헤이（스즈키 유우토）
- 아오이 엔딩《INORI (기도)》
  - 작사: 코다마사오리, 작곡 · 편곡: 타무라 신지, 노래: 시노미야 아오이（호리에 카즈마）
- 케이 엔딩《time after time》
  - 작사: 코다마사오리, 작곡 · 편곡: 타무라 신지, 노래: 시노미야 케이（하타노 와타루）
- 타카아키 엔딩《I'm here~ 계속 여기서》(I'm here〜ずっとここで)
  - 작사: 코다마사오리, 작곡: 야마다 토모카즈, 편곡: 이하시 나루야, 노래: 코죠 타카아키（히라카와 다이스케）
- 류노스케 엔딩《keep smiling*》
  - 작사: 코다마사오리, 작곡: 요시다 카쯔야, 편곡: 안도우 타카히로, 노래: 류노스케（오오스카 쥰）

## 관련 상품

### 음반 CD
Side Girls Complete Disc
- 노래：시노미야 료헤이 (스즈키 다쓰히사), 시노미야 코우헤이 (스즈키 유우토), 시노미야 아오이 (호리에 카즈마), 시노미야 케이 (하타노 와타루), 코죠 타카아키 (히라카와 다이스케), 류노스케(오오스카 쥰)
  - OP, ED와 OP 각각의 솔로 버전이 수록되어 있다.

### 만화
D.C. Girl's Symphony 〜ダ・カーポ〜 ガールズシンフォニー
연재: 월간 콤프 에이스（카도카와 서점）2009년 6월호 ~ 12월호
작화: 아라이 구마, 원작: Sanctuary/CIRCUS, 이야기 구성: RED FLAGSHIP
원작에는 등장하지 않는 히어로로, 소꿉친구가 등장한다.
- ISBN 978-4-04-715321-9

## 같이 보기
- D.C. 다카포
- D.C. 다카포 II